# Roberto Rey (actor)
Roberto Colás Iglesias de nombre artístico Roberto Rey (Valparaíso, 15 de febrero de 1905-Madrid, 30 de mayo de 1972), fue un barítono y actor español, era hermano de la también cantante Emilia Iglesias y, por tanto, cuñado del maestro Enrique Estela.

## Biografía
Hijo de padres españoles, después de pasar su infancia en Buenos Aires devuelve en España. Trabajó de mecanógrafo en Madrid, y en 1923 gana unas oposiciones para la Caja de Ahorros y Monte de Piedad de Zaragoza. Pero no estuvo mucho tiempo en esta actividad, ya que su gran afición por el teatro le hizo cambiar la oficina por la escena. Trasladado a la capital aragonesa, actúa, como aficionado, en el Casino Artístico. Ya como profesional, pasa a Barcelona, donde forma parte de la compañía de Sagi Barba. Actuó en diferentes formaciones líricas y de revista, y pisó los escenarios españoles, de América del Sur, Francia, Alemania e Inglaterra. Actúa en comedias musicales, operetas, zarzuelas y comedias. Tras su debut en el Teatro de Capellanes, se da a conocer en París, como cancionero mexicano, en dos de los más famosos cabarets de la época, el Palermo y el Roiard, donde consiguió un buen éxito; después, en el Empire, actuó junto a Joséphine Baker.
De nuevo en la capital de España, trabaja para el cine, a partir de 1925. Participa en Madrid en el año 2000 y en la primera película sonora hablada y cantada en castellano, titulada Un hombre de suerte (1930), por la Paramount Pictures, dirigida Benito Perojo en París. Tras trabajar en dos nuevas películas, en París, marcha a Hollywood para participar en dos rodajes hablados en castellano: Gente alegre y El príncipe gondolero (1931). Más tarde estreno, en el Teatro de la Zarzuela, dos obras líricas alemanas adaptadas al castellano: La casa de las tres Muchachas (con música de Heinrich Berté a partir de Franz Schubert) y Siete colores (con música de Jean Gilbert). En 1935 interviene por primera vez en una película española, la que será una de las más importantes de la ante-guerra, La verbena de la Paloma (1934), de Perojo, con Miguel Ligero Rodríguez. También contribuye, al éxito de El bailarín y el trabajador (1936), de Luis Marquina.
Durante la guerra estuvo en la zona franquista. Se desplazó a Alemania en 1938, para actuar, como galán, en El barbero de Sevilla y Suspiros de España. Más tarde, en Italia, trabajó, entre otras películas, Finisce siempre così (1940) con Vittorio de Sica. Más tarde aparece en Abel Sánchez (1947) y La princesa de los Ursinos (1948), esta última con Ana Mariscal, que tal vez sean las dos principales películas de la década de 1940.
Estos años 40 también habían presenciado el regreso de Roberto Rey a las actividades teatrales, principalmente con El cancionero, donde interpretaba el papel de Alfonso XII, y Pasodoble, donde aparecía junto a una casi debutante Paquita Rico. Ambas obras gozaron de un gran éxito. Después de un nuevo viaje a América, en 1952 dirigió su única película: Bella la salvaje. Más tarde protagonizó Una muchachita de Valladolid (1958), Pelusa (1960), Han robado una estrella (1962), y Muere una mujer (1965). Su última película será la versión de La tonta del bote de 1970, año que el que se despedía de las tablas de la Zarzuela con Sonrisas y lágrimas.

## Filmografía
- Madrid en el año 2000 (1925)
- La condesa María (1928)
- Un hombre de suerte (1930)
- Salga de la cocina (1931)
- Gente alegre (1931)
- El príncipe gondolero (1931)
- Un caballero de frac (1931)
- Camp volant (1932)
- La verbena de la Paloma (1935)
- El bailarín y el trabajador (1936)
- El barbero de Sevilla (1938)
- Suspiros de España (1939)
- Finisce sempre così (1939)
- L'uomo della legione (1940)
- El marido provisional (1940)
- Porque te vi llorar (1941)
- El crucero Baleares (1941)
- Madrid de mis sueños (1942)
- Se vende un palacio (1943)
- Piruetas juveniles (1944)
- Abel Sánchez (1946)
- La princesa de los Ursinos (1947)
- Aventuras de don Juan de Mairena (1948)
- El curioso impertinente (1953)
- Un abrigo a cuadros (1957)
- El fotogénico (1957)
- Una muchachita de Valladolid (1958)
- Con la vida hicieron fuego (1959)
- El cerro de los locos (1960)
- El Litri y su sombra (1960)
- Crimen para recién casados (1960)
- Una chica de Chicago (1960)
- Pelusa  (1960)
- Fray Escoba (1961)
- Teresa de Jesús (1961)
- Der Teppich des Grauens (1962)
- Plaza de Oriente (1963)
- El valle de las espadas (1963)
- Han robado una estrella (1963)
- Las hijas de Helena (1963)
- Gunfighters of Casa Grande (1964)
- Corrida pour un espion (1965)
- Muere una mujer (1965)
- Nobleza baturra (1965)
- Cotolay (1967)
- La tonta del bote (1970)